# Vajzat me kordele të kuqe
Vajzat me kordele të kuqe (en albanès, Noies amb llaços vermells) és una pel·lícula albanesa del 1978 dirigida per Gëzim Erebara.

## Descripció de la trama
La pel·lícula està ambientada durant la Segona Guerra Mundial. Els alumnes de l'escola de noies estan actius a la resistència i formen un grup actiu de joves antifeixistes. Durant les vacances, els professors feixistes intenten obligar els alumnes a cantar l'himne feixista. Els estudiants es neguen ostentosament, i la notícia de la seva acció es va estendre ràpidament per Tirana.

## Repartiment
- Shpresa Bërdëllima com a Gajtani
- Vangjel Heba com a director
- Marieta Ilo com a Jeta Duro
- Anisa Markarian com a Dhurata
- Drita Pelingu com a senyora Cavallero
- Tinka Kurti com a Seniorina Mancini
- Sandër pregunta com a Safet
- Zhani Ziçishti com a Resul
- Llambi Kaçani com a oficial ecònom
- Vangjel Toçe com a oficial
- Edmond Budina com a Andrea
- Marta Burda com a mare de Jeta
- Agim Shuke com a professor d'història
- Arben Imami com a Sandri
- Marika Kallamata com a Xhemilja
- Teuta Keçi com a Ela
- Rudina Kovaçi com a Bahrije
- Dhimitra Plasari
- Edita Shkreta
- Eva Pellumbi
- Vegim Xhani